# 祝爾介
祝爾介（1519年—？），字維藩，號潭石，浙江衢州府龍游縣人，民籍，明朝政治人物。

## 生平
壬子科（1552年）應天府鄉試第一百二十一名舉人。嘉靖三十五年（1556年）中式丙辰科三甲第一百一十九名進士。吏部观政，授直隶太和县知县，三十九年致仕。

## 家族
曾祖祝希福；祖父祝瑜，贈刑部主事；父祝品，右參政。母徐氏（封安人）。兄尔耆（教谕）、尔昌（监生）、弟尔庆（同知）、尔科（生员）、尔通。